# Provincie al-Džauf
Provincie al-Džauf je jedna z provincií Saúdské Arábie. Leží v Syrské poušti v severní části země na severu Arabského poloostrova. Hlavním městem provincie je Sakakah. V roce 2022 v provincii žilo přibližně 596 tisíc obyvatel. Provincie se dále dělí na tři guvernoráty a 33 marakíz. Na západě provincie sdílí hranici s Jordánskem.